# Нуньес, Хосе
Хосе Нуньес (исп. José Núñez, 1800—1880) — центральноамериканский политик, несколько раз временно исполнявший обязанности Верховного главы Никарагуа (как составной части Федеративной республики Центральной Америки) и создавший независимое государство Никарагуа.

## Биография
Родился на архипелаге Солентинаме, находящемся в озере Никарагуа, там же провёл детство. Священник Рамон Рохас взял его учиться в Леон, затем Хосе Нуньес отправился в Чили, и в Сантьяго получил степень по медицине и хирургии. По возвращении в Никарагуа он открыл практику в Леоне, а также читал лекции по медицине в местном университете.
10 марта 1834 года Хосе Нуньес был избран исполняющим обязанности Верховного главы штата Никарагуа. Во время его пребывания в этой должности 20 января 1835 года произошло извержение вулкана Косигуина, вызвавшее хаос в Леоне. 23 апреля 1835 года он передал полномочия Верховного главы избранному на эту должность в соответствии с Конституцией Хосе Сепеде, а сам стал его заместителем.
25 января 1837 года Хосе Сепеда был убит главой своего эскорта Браулио Мендиолой, и Хосе Нуньес был вынужден опять приступить к исполнению обязанностей главы исполнительной власти. 13 марта 1838 года он был избран в соответствии с Конституцией на новый срок.
Тем временем начался распад Федеративной Республики Центральной Америки, и 30 апреля Никарагуа провозгласила независимость. Была созвана Конституционная Ассамблея, которая приняла Конституцию 1838 года, а также утвердила в декабре договор о дружбе и союзе с Коста-Рикой (провозгласившей независимость в ноябре). Законодательная Ассамблея Никарагуа дала Хосе Нуньесу титул «Спаситель Отечества» (исп. Salvador de la Patria).